# Телятково
Телятково (бел. Цяляткава) — деревня в Мстиславском районе Могилёвской области Белоруссии. Входит в состав Красногорского сельсовета.

## География
Деревня находится в северо-восточной части Могилёвской области, в пределах Оршанско-Могилёвской равнины, на расстоянии примерно 10 километров (по прямой) к югу от Мстиславля, административного центра района. Абсолютная высота — 174 метра над уровнем моря. К востоку от населённого пункта проходит республиканская автодорога Р15.

## История
В конце XVIII века деревня входила в состав Мстиславского воеводства Великого княжества Литовского.
Согласно «Списку населенных мест Могилёвской губернии» 1910 года издания населённый пункт входил в состав Телятковского сельского общества Малятичской волости Чериковского уезда Могилёвской губернии. В деревне имелось 35 дворов и проживало 204 человека (101 мужчина и 103 женщины).
До 2017 года Телятково входило в состав ныне упразднённого Селецкого сельсовета.

## Население
По данным переписи 2009 года, в деревне проживало 9 человек.